# ديف جونسون (لاعب كرة قاعدة أمريكي)
ديف جونسون (بالإنجليزية: Dave Johnson)‏ هو لاعب كرة قاعدة أمريكي، ولد في 4 أكتوبر 1948 في أبيلين في الولايات المتحدة.

## وصلات خارجية
- ديف جونسون على موقعبيزبول رفرنس.كوم (الدوري الرئيسي) (الإنجليزية)
- ديف جونسون على موقعبيزبول رفرنس.كوم (الدوري الثانوي) (الإنجليزية)